# Brenner Marlos
Brenner Marlos Varanda de Oliveira (Várzea Grande, 1 de marzo de 1994) más conocido como Brenner, es un futbolista brasileño. Juega como delantero y su equipo actual es Thép Xanh Nam Định FC de la V.League 1 de Vietnam.

## Trayectoria

### Juventude
Brenner jugó en el equipo juvenil de Juventude hasta que pasó al primer equipo en 2012, todavía cuando era joven.
En el equipo de la sierra Gaúcha, se destacó Brenner, que anotó 7 goles en 15 partidos disputados en Série C para el Juventude en 2015. Al año siguiente, en el Campeonato Gaúcho, fue el segundo goleador de la competencia, pero terminó lesionado al final de la competición. Tras ello, el jugador se fue a recuperar al Internacional, que tendría derecho a comprar al delantero al final de la lesión.

### Internacional
En julio de 2016, el Sport Club Internacional confirmó el fichaje de Brenner. Solo jugó dos partidos en 2016, sin destacar. Al año siguiente, en su primer partido como titular, marcó uno de los goles de la victoria sobre Brasil de Pelotas en la Primera Liga. Solo volvería a jugar dos semanas después, ingresando durante un partido de la Copa de Brasil. En los dos partidos siguientes, contra Passo Fundo en el Campeonato Gaúcho y contra Oeste en la Copa de Brasil, Brenner siguió marcando goles y siendo titular de Antônio Carlos Zago, quien fue entrenador de delanteros en el Juventude.
Volvió a marcar en el siguiente partido, en su primer Grenal con la camiseta del Inter. A los 12 minutos de la segunda parte, recibió de Uendel para desplazar a Marcelo Grohe y brindar el turno en el clásico que terminaría en empate.
Con dos goles más anotados contra Sampaio Corrêa en el Maranhão, Brenner se convirtió en el máximo goleador de la Copa de Brasil.

### Botafogo
En julio de 2017, por la falta de goles en el Inter sumado al fichaje de William Pottker, Brenner fue cedido al Botafogo hasta finales de 2018 en una negociación que implicó el fichaje de Camilo.

## Clubes
| Club             | País      | Año       | Partidos | Goles | Asist. |
| ---------------- | --------- | --------- | -------- | ----- | ------ |
| Juventude        | Brasil    | 2012-2016 | 38       | 14    | 0      |
| Internacional    | Brasil    | 2016-2020 | 28       | 7     | 0      |
| Botafogo         | Brasil    | 2017-2018 | 64       | 13    | 2      |
| Goiás            | Brasil    | 2019      | 13       | 4     | 1      |
| Avaí             | Brasil    | 2019      | 14       | 2     | 0      |
| Bangkok United   | Tailandia | 2020      | 11       | 5     | 1      |
| Fagiano Okayama  | Japón     | 2021      | 2        | 0     | 0      |
| Remo             | Brasil    | 2022      | 25       | 8     | 0      |
| Ituano           | Brasil    | 2022      | 9        | 3     | 2      |
| Sporting Cristal | Perú      | 2023      | 42       | 15    | 4      |
| América Mineiro  | Brasil    | 2024-Act. | 35       | 7     | 2      |

## Palmarés

### Campeonatos nacionales
| Competición        | Equipo        | País   | Año  |
| ------------------ | ------------- | ------ | ---- |
| Super Copa Gaúcha  | Internacional | Brasil | 2016 |
| Recopa Gaúcha      | Internacional | Brasil | 2017 |
| Campeonato Carioca | Botafogo      | Brasil | 2018 |

### Distinciones individuales
| Distinción                               | Año  |
| ---------------------------------------- | ---- |
| Revelación del Campeonato Gaucho         | 2016 |
| Goleador de la Recopa Gaúcha (1 gol)     | 2017 |
| Goleador del Campeonato Gaucho (7 goles) | 2017 |